# Passionerna (dikt)

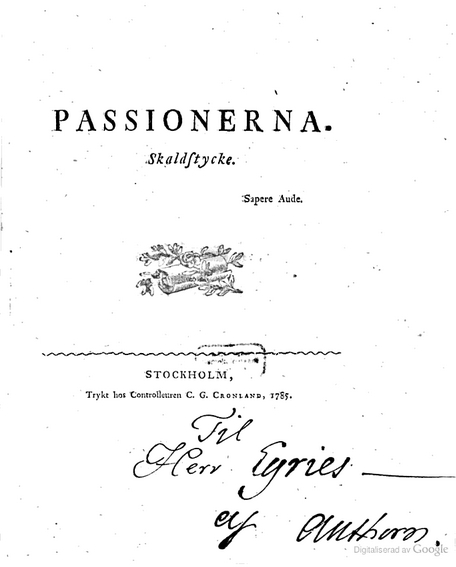
Diktverket "Passionerna" av Thomas Thorild, i svensk originalutgåva 1785.

Passionerna är en dikt av Thomas Thorild skriven 1781.

## Dikten
Passionerna är en lärodikt om ett ämne som mycket sysselsatte samtiden, människans emotionella drivkrafter. Men dikten var revolutionerande i flera avseenden. Med Passionerna avsågs något annat än vad man vanligen menade med passion och dikten talade om en dynamisk kraft som genomströmmar allt. Mot upplysningstidens mekaniska världsbild ställde Thorild i Passionerna en dynamisk tillvaro styrd av kraft och harmoni. Kraften är livet, harmonin är skönheten och dess förening är Gud.
Dikten var också uppseendeväckande för att den hyllade Ossians sånger, Shakespeare och Goethe framför upplysningstidens stora förebild Voltaire. Den är skriven på hexameter, ett versmått som dock användes mycket fritt, och präglas av ett starkt känslomässigt uttryck. Thorild bröt mot klassicismen och de gamla idealen och lade fram en helt ny estetik: "Min lag har varit at uttrycka, ej at beskrifva min känsla".

## Mottagande och debatt
Dikten lämnades 1781 in som tävlingsdikt till sällskapet Utile Dulci men fick bara ett mindre pris, och detta endast tack vare att Johan Henric Kellgren lyckats övertyga de övriga oförstående akademiledamöterna. Kellgren ansåg att dikten vittnade om författarens snille, om "en rik och brinnande bildningskraft" samt "framför allt en öm och livlig känsla". Men å andra sidan anmärkte han på stora svagheter i dikten, i synnerhet en översvallande, svulstig stil, som ibland förlorade sig i tomma deklamationer. Och vad den orimmade versen angår, betraktade Kellgren den som "en likaså vådelig som onödig nyhet" därför att den skulle göra poesins konst alltför lätt för svaga medelmåttor.
Thorild svarade med att, genom en inlaga i Stockholmsposten, meddela sällskapet att han avsade sig priset. På samma gång bröt han en lans för den orimmade versen och kritiserade de gängse smakreglerna för poesin. Tonen i hans inlaga var hövlig: Han förklarade att Utile dulci hade följt sina lagar, men att han därför inte kunde frångå sin uppfattning.
Kellgren svarade i Stockholmsposten i form av en insändare, varpå ett svar kom från Thorild och därefter en parodi från Kellgren på Thorilds stil under rubriken "Angående påbudet om snöskottningen". Därmed inleddes den mångåriga striden med Kellgren, som efter att från början ha visat förståelse för Thorilds diktning, försvarade de traditionella, klassicistiska idealen.
Passionerna utkom i tryck först 1785 och innehöll då även dedikationen Till Sällskapet Utile Dulci, företalet Till det högre Allmänna samt förklarande noter.